# Bellota (animal)
Bellota es un género de arañas araneomorfas de la familia Salticidae. Se encuentra en América y el sur de Asia.   

## Lista de especies
Según The World Spider Catalog 12.5:
- Bellota fascialis Dyal, 1935
- Bellota formicina (Taczanowski, 1878)
- Bellota livida Dyal, 1935
- Bellota micans Peckham & Peckham, 1909
- Bellota modesta (Chickering, 1946)
- Bellota peckhami Galiano, 1978
- Bellota violacea Galiano, 1972
- Bellota wheeleri Peckham & Peckham, 1909
- Bellota yacui Galiano, 1972